# Wood Norton Hall
Wood Norton Hall ist ein Landhaus nordwestlich von Evesham in der englischen Grafschaft Worcestershire. Das viktorianische Haus war der letzte Wohnort von Prinz Phillippe, Duc d’Orléans, der den Königsthron von Frankreich beanspruchte. Im Zweiten Weltkrieg nutzte die BBC das Haus als Lauschstation für feindliche Radiosendungen, Notsendestation und Ingenieurstrainingszentrum. Nach dem Krieg behielt die BBC die extra für das Trainingszentrum errichteten Gebäude und verkaufte das Landhaus, das dann zu einem Hotel wurde. English Heritage hat es als historisches Gebäude II. Grades gelistet.

## Geschichte
Seit dem Mittelalter gab es in Wood Norton ein Herrenhaus. 1906 erwarb es Louis Philippe Robert d’Orléans, duc d’Orléans, der letzte Anwärter auf den französischen Thron.
Die Lage des Hauses – versteckt in einem einige Hektar großen, lichten Wald auf einem Hügel mit Blick nach Süden – machte es ideal für eine Nutzung durch staatliche Stellen in Kriegszeiten. Anfang 1939 kaufte die BBC das Anwesen, um ihre Geschäfte im Kriegsfall dorthin, weg von London und anderen großen Städten, zu verlagern. Eine Reihe vorläufiger Gebäude wurde um das Landhaus eilig errichtet, um ein Notsendezentrum zu erhalten.
Es wurden ein Dutzend Studios errichtet und 1940 war Wood Norton eines der größten Sendezentren in Europa mit durchschnittlich 1300 Sendungen pro Woche.
Viele Flüchtlinge aus dem ganzen, vom Krieg zerrissenen Europa wurden rekrutiert und dann in Evesham und Umgebung einquartiert. Sie wurden zu spezialisiertem Sendepersonal für Widerstands- und Eingreiftruppen in ganz Europa, die ihre geheimen Meldungen, versteckt in scheinbar normalen Unterhaltungssendungen, versandten.
Ebenfalls war dort die Feindsenderabhörstation des BBC von August 1939 bis Anfang 1943 untergebracht. Dann wurde sie nach Caversham Park und Crowsley Park House bei Reading verlegt. Dies geschah, um Platz in Wood Norton Hall zu schaffen, damit man das Anwesen zur Hauptsendestation der BBC ausbauen konnte, falls London wegen der Bedrohung durch deutsche V-Waffen evakuiert werden müsste.
Ein Brand im Krieg zerstörte die oberen Geschosse des Landhauses.
Nach dem Krieg wurde in Wood Norton House das ‘’BBC Engineering Training Department’’ untergebracht. Im Kalten Krieg wurde es als Sendezentrum im Falle eines Atomkrieges ausgewiesen.
Im März 2013 zog die BBC aus dem Television Centre (TVC) in West London aus und musste ihre Geschäfte verlagern. Die Satelliten-Bodenstation (Satellite Earth Station (SES)) wurde zur Aufnahme der gemeinsamen Infrastruktur, die vorher im TVC untergebracht war, in Wood Norton gebaut.

## Der Atombunker
1966 und bis Ende der 1960er-Jahre wurde der Bredon Wing als Anbau an das Trainingszentrum erstellt; er enthielt einen 53 Meter langen Atombunker im Kellergeschoss. Auf dem Hügel hinter dem Landhaus wurde ein Mast mit einer SHF-Schüssel für die Radioübertragungsstation in Daventry gebaut (erwähnt in Kabinettspapieren von 1975, die am 30. Dezember 2005 veröffentlicht wurden).
Zwei UKW-Yagi-Uda-Antennen wurden angebracht, um Signale von den Übertragungsstationen in Holme Moss und Llandrindod Wells empfangen zu können. Später wurde eine weitere SHF-Verbindung zu den Pebble Mill Studios in Birmingham angebracht, um einen sicheren Fernsehempfang im Trainingszentrum zu gewährleisten, weil das örtliche terrestrische Fernsehsignal schwach war.
Der Bunker – PAWN (Protected Area Wood Norton) genannt –, der Mast und viele weitere Einrichtungen wurden bei der BBC als “Deferred Facilities” (dt.: ausgelagerte Einrichtungen) bezeichnet. Nur wenige Angestellte kannten ihren vollen Umfang und die, die ihn kannten, mussten dazu von Verteidigungsministerium autorisiert werden und den Official Secrets Act (OSA) (dt.: Offizielle Geheimniserklärung) unterzeichnen. Aber in den 1970er-Jahren, als die Fläche der Trainingsstudios in Wood Norton so groß wie nie vorher war, wurde der Bunker geöffnet und stand für allgemeine Trainingszwecke zur Verfügung. Die Angestellten vor Ort waren enttäuscht, als sie sahen, dass er nur zwei Stockwerke tief war.
Die „Deferred Facilities“ wurden über die Zeit mehrfach verändert. In den 1970er-Jahren wurden sie erweitert und modernisiert, sodass die für den Wartime Broadcasting Service geeignet waren.

## BBC Academy
Auf dem Anwesen war seit dem Zweiten Weltkrieg die Trainingsabteilung der BBC untergebracht; jetzt nennt sie sich College of Technology, ein Teil der größeren BBC Academy. Das Trainingspersonal bietet Kurse vor Ort an, reist, um Kurse an anderen BBC-Standorten im Vereinigten Königreich anzubieten, und entwirft interactive Kurse für die Nutzung im BBC-Intranet.
Weil Wood Norton Hall als BBC-Einrichtung praktisch war, wurde dort 1970 auch die Folge Spearhead from Space aus der Reihe Doctor Who gedreht. Die Aufnahmen beinhalteten auch Einstellungen im Atombunker und alle, die daran beteiligt waren, mussten den OSA unterzeichnen und versprechen, nichts über die Existenz dieses Bunkers zu verraten. Später wurden dort alle Innenaufnahmen für die Folge Robot von 1974 aus der Reihe Doctor Who gedreht.
Unter der Führung von Greg Dyke und Ausstattungsdirektor Mike Southgate verkaufte die BBC die Unterkünfte für Trainees, die die Firma 20 Jahre vorher hatte errichten lassen.
Wood Norton Hall selbst wurde zum Hotel mit Konferenzzentrum in privater Hand. 2005 schloss das Hotel seine Pforten, öffnete aber im Folgejahr erneut unter neuem Management. 2010 schloss das Hotel endgültig und wurde 2011 an einen Investor aus London verkauft. Es wurde für £ 4 Mio. renoviert und im November 2012 als Teil der Bespoke Hotel Group neu eröffnet. Heute ist es mit dieser Gruppe nicht mehr verbunden. Die BBC betreibt weiterhin ihr Technical and Operational Training Centre auf dem ausgedehnten Anwesen.